# Luce solida
La luce solida è stata teorizzata e la sua esistenza ipotetica fatta di luce in uno stato solidificato.
Alcuni esperimenti affermano di aver creato materia fotonica solida o molecolare inducendo una forte interazione tra i fotoni.

## Esperimenti
Gli scienziati del Massachusetts Institute of Technology all'università di Harvard hanno condotto esperimenti a partire dal 2010. I singoli fotoni sono stati sparati da laser deboli in una densa nube di rubidio raffreddata quasi allo zero assoluto. La velocità della luce nella nube era circa 100.000 volte più lenta che nel vuoto. All'interno della nube, i fotoni hanno perso energia e guadagnato massa. Le condizioni hanno permesso ai fotoni di attrarre e legarsi ad altri fotoni ed uscire dalla nube come molecole. Secondo quanto riferito, coppie di fotoni sono state osservate nel 2013 e triplette nel 2018.
Teoricamente i fotoni, le particelle che compongono forme di radiazione elettromagnetica come la luce, possono essere attratti in un mezzo non lineare. Nel Marzo 2025 un gruppo di scienziati italiani è riuscito a solidificare (teoricamente) la luce.